# Martín Silva
Martín Andrés Silva Leites (ur. 25 marca 1983 w Montevideo) – urugwajski piłkarz występujący na pozycji bramkarza. Od 2019 roku zawodnik paragwajskiego Club Libertad.

## Kariera klubowa
Silva urodził się w Montevideo i jest wychowankiem tamtejszego Defensoru Sporting. Członkiem seniorskiego zespołu jest od 2001 roku, jednak zadebiutował w nim w roku 2002.

### Statystyki klubowe
| Klub              | Sezon     | Rozgrywki                   | Mecze | Gole |
| ----------------- | --------- | --------------------------- | ----- | ---- |
| Defensor Sporting | 2009-2010 | Primera División de Uruguay | 28    | 0    |
| Defensor Sporting | 2008-2009 | Primera División de Uruguay | 28    | 0    |
| Defensor Sporting | 2007-2008 | Primera División de Uruguay | 27    | 0    |
| Defensor Sporting | 2006-2007 | Primera División de Uruguay | 27    | 0    |
| Defensor Sporting | 2005-2006 | Primera División de Uruguay | 9     | 0    |
| Defensor Sporting | 2004      | Primera División de Uruguay | 8     | 0    |
| Defensor Sporting | 2003      | Primera División de Uruguay | 14    | 0    |
| Defensor Sporting | 2002      | Primera División de Uruguay | 7     | 0    |
| Defensor Sporting | 2001      | Primera División de Uruguay | 0     | 0    |

Ostatnia aktualizacja: 28 maja 2010.

## Kariera reprezentacyjna
Martín Silva swój pierwszy mecz w dorosłej reprezentacji Urugwaju rozegrał 12 sierpnia 2009 w towarzyskim spotkaniu z Algierią. Znalazł się też w szerokiej kadrze Urugwaju na Mundial 2010.

### Statystyki reprezentacyjne
| Reprezentacja | Rok  | Mecze | Gole |
| ------------- | ---- | ----- | ---- |
| Urugwaj       | 2010 | 0     | 0    |
| Urugwaj       | 2009 | 1     | 0    |

Ostatnia aktualizacja: 28 maja 2010.